# Benoy Krishna Tikader
Benoy Krishna Tikader (1928 – 1994) è stato un aracnologo e zoologo indiano e uno dei maggiori esperti di ragni indiani del suo tempo.
Ha lavorato nello Zoological Survey of India e ha pubblicato l'Handbook of Indian Spiders nel 1987. Il libro descrive 40 famiglie e 1066 specie dell'India, molte delle quali sono state descritte dallo stesso Tikader. Il manuale è una guida a tutti gli aracnidi, compresi gli scorpioni, e non solo ai ragni. Fu anche un popolare autore scientifico nella sua lingua madre bengalese, ed è stato l'autore di Banglar Makorsha (letteralmente: "ragni del Bengala") per i profani.
Lavorando nello Zoological Survey of India con sede a Calcutta, Tikader era particolarmente interessato ai ragni dell'India orientale e delle isole Andamane e Nicobare. Molte delle sue nomenclature portano quindi nomi di luoghi nell'India orientale come parte del loro nome scientifico specifico - come andamanensis (dalle isole Andamane), bengalensis (dalla regione del Bengala) e dhakuriensis (dalle vicinanze di Dhakuria, a Calcutta, spesso in base alla regione di scoperta o distribuzione.

## Pubblicazioni
Lista parziale
- Tikader B K (1982), Fauna of India: Arachnid Vol 2: Spiders, Zoological Survey of India
- Tikader B K (1983), Threatened Animals of India, Zoological Survey of India, Calcutta
- Tikader B K and Bastwade D (1983), Fauna of India: Arachnid Vol 3: Scorpions, Zoological Survey of India, Calcutta, India.
- Tikader B K (1987) Handbook of Indian Spiders, Zoological Survey of India, Calcutta, India.
- Tikader B K and RC Sharma (December 1985), Handbook of Indian Testudines, Zoological Survey of India, Calcutta, India
- Tikader B K and Ramakrishna (December 1988), Role of Spinning Apparatus in Non-Orb-Weaving and Orb-Weaving Spiders from India, Zoological Survey of India, Calcutta, India.
- Tikader B K and Animesh Bal (January 1981), Studies on Some Orb-Weaving Spiders of the Genera Neoscona Simon and Araneus Clerck of the Family Araneidae from India, Zoological Survey of India, Calcutta, India